# James Pattinson
James Lee Pattinson (ur. 3 maja 1990) - australijski krykiecista, leworęczny bowler rzucający w stylu fast.
W reprezentacji Australii debiutował w 2011, w pierwszych dwóch meczach zdobył po pięć wicketów w jednym innings jako pierwszy australijski rzucający od 1978 kiedy to Rodney Hogg dokonał tego samego w jego dwóch pierwszych testach.